# (34880) 2001 UN45
2001 UN45 (asteroide 34880) é um asteroide da cintura principal. Possui uma excentricidade de 0.05285830 e uma inclinação de 4.83251º.
Este asteroide foi descoberto no dia 17 de outubro de 2001 por LINEAR em Socorro.